# 埃松河
埃松河（法語：Essonne，法語：[ɛsɔn] ⓘ）是法國的河流，是塞纳河的支流，河道全長97公里，流域面積1.87平方公里，平均流量每秒8.3立方米，發源自埃松河畔拉讷维尔，河口處在科尔贝伊-埃松。

## 外部連結
- http://www.geoportail.fr（页面存档备份，存于）
- The Essonne at the Sandre database
- Siarce
- Parc naturel régional du Gâtinais français（页面存档备份，存于）

1. ↑  https://brewminate.com/goddesses-in-celtic-religion-water-goddesses/